# Jacques Rosny
Pour les articles homonymes, voir Rosny.
Jacques Rosny est un acteur français, né le 25 mars 1939 à Tarbes et mort le 18 avril 2020 à Nogent-sur-Marne.

## Biographie
En 1973, Jacques Rosny rachète avec Jean-Claude Houdinière et Loïc Vollard le théâtre de l'Athénée à René Dupuy. Il le quitte l'année suivante.
Il meurt en avril 2020 du Covid-19 à la Maison des artistes de Nogent-sur-Marne.

### Vie privée
Jacques Rosny épouse en 1971 la comédienne et metteuse en scène Annick Blancheteau, avec laquelle il a eu deux enfants : Alexandre (né en 1973) et Valentine (née en 1981).

## Théâtre

### Comme comédien
- 1964 : Les Folies du samedi soir de Marcel Mithois, mise en scène Jacques Rosny, théâtre La Bruyère
- 1965 : Huis clos de Jean-Paul Sartre, théâtre Gramont
- 1965 : Les Chaises d'Eugène Ionesco, mise en scène Jacques Mauclair, théâtre Gramont
- 1967 : Le Cavalier seul de Jacques Audiberti, mise en scène Jacques Rosny, théâtre La Bruyère
- 1968 : La main passe de Georges Feydeau, mise en scène Jacques Rosny, théâtre des Célestins
- 1970 : Brouart et le Désordre de Claude Aveline, mise en scène Jean Meyer, Théâtre des Célestins
- 1970 : La Nuit des rois de William Shakespeare, mise en scène Jean Meyer, Théâtre antique de Fourvière
- 1970 : Voulez-vous jouer avec moâ ? de Marcel Achard, mise en scène Jacques Échantillon, théâtre La Bruyère
- 1971 : Joyeuse Pomme de Jack Pulman, mise scène Jacques Rosny, théâtre des Célestins
- 1972 : Mangeront-ils ? de Victor Hugo, mise en scène Mario Franceschi, Festival du Marais
- 1973 : Le Tourniquet de Victor Lanoux, mise en scène Yves Bureau, théâtre Rive gauche
- 1973 : Le Borgne d'Eduardo Manet, mise en scène Michel Fagadau, théâtre de l'Athénée Louis-Jouvet
- 1974 : Protée de Paul Claudel, mise en scène Jacques Rosny, théâtre Hébertot
- 1975 : La Guérite de Jacques Audiberti, mise en scène Jacques Rosny et Yves Bureau, théâtre de Boulogne-Billancourt
- 1975 : Monsieur Klebs et Rosalie de René de Obaldia, mise en scène Jacques Rosny, théâtre de l'Œuvre
- 1976 : Qui est qui ? de Keith Waterhouse et Willis Hall, mise en scène Victor Lanoux, théâtre Moderne
- 1978 : Les Folies du samedi soir de Marcel Mithois, mise en scène Jacques Rosny, théâtre La Bruyère
- 1981 : Du vent dans les branches de sassafras de René de Obaldia, mise en scène Jacques Rosny, théâtre de la Madeleine
- 1982 : En sourdine... les sardines ! de Michael Frayn, mise en scène Robert Dhéry, théâtre des Bouffes-Parisiens
- 1987 : Fleur de cactus de Pierre Barillet et Jean-Pierre Gredy, mise en scène Jacques Rosny, Comédie des Champs-Élysées
- 1991 : Calamity Jane de Jean-Noël Fenwick, mise en scène Jacques Rosny, théâtre Montparnasse

### Comme metteur en scène
- 1964 : Les Folies du samedi soir de Marcel Mithois, théâtre La Bruyère
- 1967 : Le Cavalier seul de Jacques Audiberti, théâtre La Bruyère
- 1968 : La main passe de Georges Feydeau, théâtre des Célestins
- 1971 : Joyeuse Pomme de Jack Pulman, théâtre des Célestins
- 1972 : Eugénie Kopronime de René-Nicolas Ehni, théâtre Hébertot, Espace Cardin
- 1974 : Protée de Paul Claudel, théâtre Hébertot
- 1975 : La Guérite de Jacques Audiberti, mise en scène avec Yves Bureau, théâtre de Boulogne-Billancourt
- 1975 : L'Œuf de Félicien Marceau, Comédie-Française
- 1975 : Monsieur Klebs et Rosalie de René de Obaldia, théâtre de l'Œuvre
- 1977 : Si t'es beau, t'es con de Françoise Dorin, théâtre Hébertot
- 1978 : Lundi, la fête de Franco Brusati, théâtre Michel
- 1978 : Les Folies du samedi soir de Marcel Mithois, théâtre La Bruyère
- 1980 : Deburau de Sacha Guitry, théâtre Édouard-VII
- 1980 : Les Bons Bourgeois de René de Obaldia, Théâtre Hébertot
- 1981 : Arsenic et Vieilles Dentelles de Joseph Kesselring, théâtre de la Madeleine
- 1981 : Du vent dans les branches de sassafras de René de Obaldia, théâtre de la Madeleine
- 1982 : Coup de soleil de Marcel Mithois, théâtre Antoine
- 1983 : L'Astronome de Didier van Cauwelaert, Studio des Champs-Elysées
- 1984 : Napoléon, spectacle musical de Serge Lama, théâtre Marigny
- 1986 : Faisons un rêve de Sacha Guitry, théâtre Saint-Georges
- 1986 : Les Dégourdis de la 11e fantaisie militaire, théâtre des Variétés
- 1986 : Clérambard de Marcel Aymé, Comédie des Champs-Élysées
- 1987 : Fleur de cactus de Pierre Barillet et Jean-Pierre Gredy, Comédie des Champs-Élysées
- 1988 : Le Jeu de l'amour et du hasard de Marivaux, Comédie-Française
- 1988 : Le Legs de Marivaux, Comédie-Française
- 1988 : L'Extra de Jean Larriaga, théâtre Tristan-Bernard
- 1990 : La Cerisaie d'Anton Tchekhov, théâtre de la Madeleine
- 1991 : Calamity Jane de Jean-Noël Fenwick, théâtre Montparnasse
- 1992 : Caligula d'Albert Camus, théâtre des Mathurins, théâtre 14 Jean-Marie-Serreau
- 1995 : Monsieur Klebs et Rosalie de René de Obaldia, théâtre 14 Jean-Marie Serreau
- 1995 : Harold et Maude de Colin Higgins, adaptation Jean-Claude Carrière, théâtre des Bouffes-Parisiens
- 1995 : L’Autorisation de Pierre Bourgeade, théâtre 14 Jean-Marie Serreau
- 1997 : Panier de crabes de Neil Simon,  théâtre Saint-Georges

## Filmographie

### Cinéma
- 1974 : Un nuage entre les dents de Marco Pico : un rédacteur
- 1974 : Le Chaud Lapin de Pascal Thomas : le metteur en scène de théâtre
- 1975 : Catherine et Compagnie de Michel Boisrond : Jean-Pierre
- 1976 : Le Locataire de Roman Polanski : Jean-Claude
- 1977 : Le Dernier Baiser de Dolorès Grassian : l'agent de police
- 1981 : Clara et les Chics Types de Jacques Monnet : Michel
- 1988 : Périgord noir de Nicolas Ribowski : Charles
- 1991 : Loulou Graffiti de Christian Lejalé : le proviseur
- 1992 : L.627 de Bertrand Tavernier : Tulipe 4
- 1993 : Le Tronc de Bernard Faroux et Karl Zéro : l'avocat de la défense
- 1993 : Profil bas de Claude Zidi : Malard
- 1994 : Les Braqueuses de Jean-Paul Salomé

### Télévision
- 1971 : Au théâtre ce soir : Voulez-vous jouer avec moâ ? de Marcel Achard, mise en scène Jacques Échantillon, réalisation Pierre Sabbagh, théâtre Marigny
- 1977 : M. Klebs et Rosalie
- 1977 : Richelieu de Jean-Pierre Decourt : Louis XIII
- 1977 : Les Folies Offenbach : René Luguet
- 1977 :  Le Loup blanc de Jean-Pierre Decourt : Jean Blanc / Le Loup blanc
- 1978 : Les Grandes Conjurations : La Guerre des trois Henri : Henri III
- 1978 : Mazarin : Louis XIII
- 1979 : Les Yeux bleus : Charles Sorgues
- 1980 : La Naissance du jour de Jacques Demy : Segonzac
- 1980 : Le Fourbe de Séville : Batricio
- 1980 : Les Folies du samedi soir : Gaston
- 1983 :  Bel-Ami  : La Roche Mathieu
- 1984 : Un homme va être assassiné : Charles Pélissier
- 1985 : Le Diable dans le bénitier de Jean L'Hôte : l'abbé Michel
- 1986 : Le Cri de la chouette : Jean Rezeau
- 1994 : Le Dernier Tour : Benoli
- 1995 : Comment épouser un héritage? : le maire
- 1996 : Cœur de cible de Laurent Heynemann : le directeur Rhinocéros
- 1996 : L'Amerloque : M. de Mandrieu
- 1997 : Mauvaises Affaires : le procureur Guérin

## Distinctions
- Prix du Brigadier 1985 : Meilleur spectacle musical pour Napoléon,  partagé avec Hubert Monloup et Serge Lama